# Andrew Kennedy
Andrew Fitzgarfield Kennedy, (nacido el 22 de diciembre de 1965 en Kingston, Jamaica) es un exjugador de baloncesto jamaicano. Con 2.00 de estatura, su puesto natural en la cancha era el de alero. 

## Trayectoria
- Topeka Sizzlers (1987-1988)
- Rapid City Thrillers  (1988-1989)
- CB Valladolid (1989)
- Hapoel Gilboa Galil Elyon (1989-1990
- Corona Cremona (1990)
- Hapoel Gilboa Galil Elyon  (1991-1993)
- Montpellier Paillade Basket (1993-1994)
- Hapoel Gilboa Galil Elyon (1995-1998)
- Maccabi Haifa BC (1998-2000)
- Bnei HaSharon (2001-2002)
- Ironi Ramat Gan (2002)